# Jack Herer
Jack Herer, conosciuto anche come The Hemperor (New York, 18 giugno 1939 – Eugene, 15 aprile 2010), è stato un attivista statunitense, famoso per essere stato attivo nella lotta per la liberalizzazione della cannabis.

## Biografia

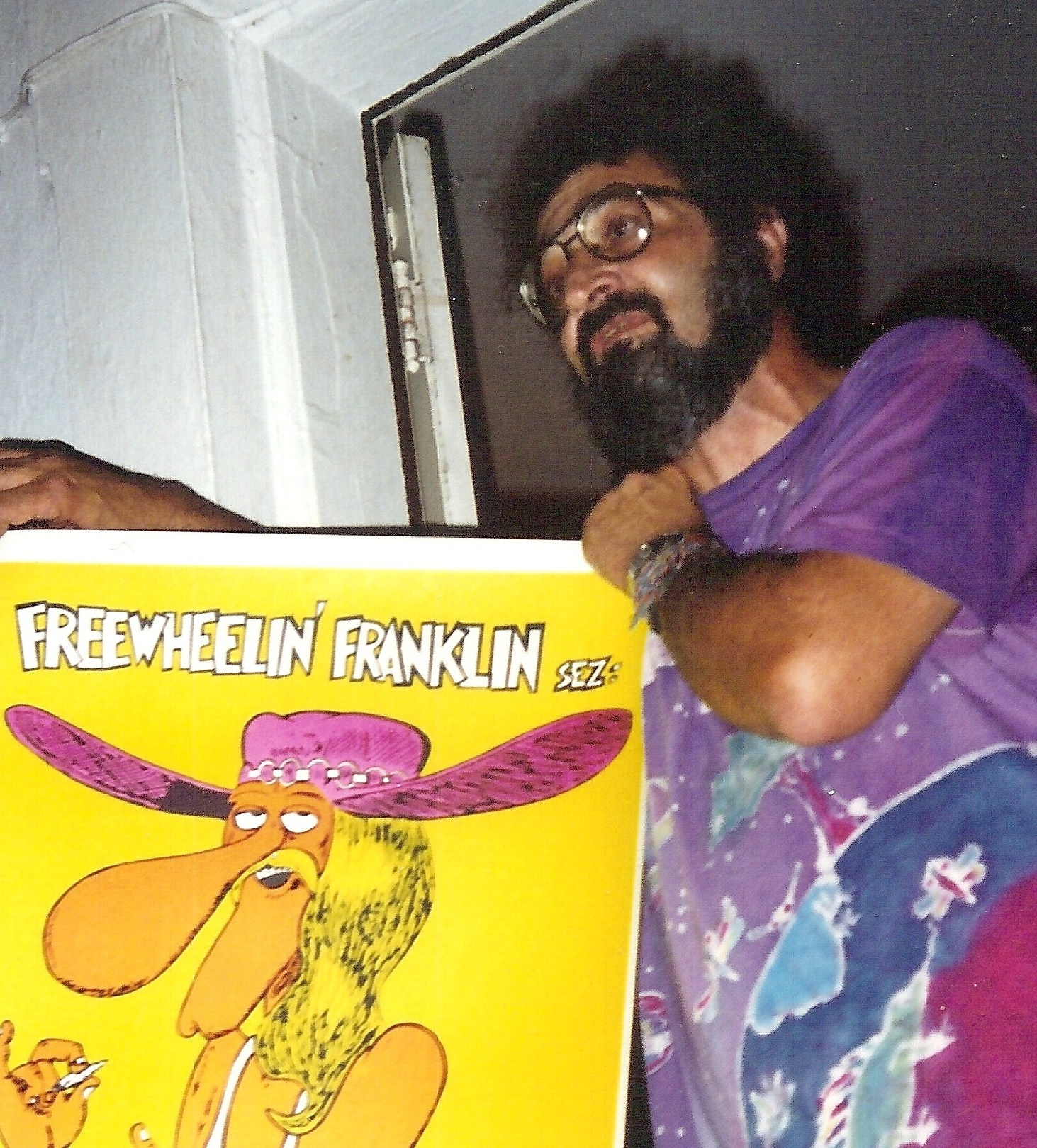
Jack Herrer nel 1989.

Ex militante del Partito Repubblicano, agli inizi degli anni ottanta si impegnò nella ricerca delle motivazioni alla base del proibizionismo della cannabis, riportate in seguito nei suoi scritti. Queste ricerche lo fecero divenire un convinto sostenitore della sua legalizzazione.
Anni dopo la rivista Wall Street Journal dedicò a lui la prima pagina.
Sofferente già da anni di attacchi cardiaci ed ictus, Herer passò l'ultimo periodo della propria vita in ospedale in condizioni critiche, passando anche alcuni giorni in coma farmacologico senza avere la possibilità di interagire in alcun modo. Morì il 15 aprile 2010 all'età di 70 anni.

## The Emperor Wears No Clothes
È autore di The Emperor Wears No Clothes 1985, uno dei più famosi libri sul proibizionismo della canapa, e di "Canapa" (1999), pubblicato anche in italiano. Il primo, forse la sua pubblicazione più famosa, fu in principio stampato in maniera artigianale dallo stesso autore e da lui distribuito, ma conobbe un incredibile successo e fu quindi pubblicato e tradotto in numerose lingue.
Herer nel libro asserisce come negli anni trenta e quaranta i produttori di carta e gli inventori delle prime fibre sintetiche alimentarono una campagna di calunnie sulla canapa, mistificando le proprietà psicoattive della pianta allo scopo di eliminarla dal mercato. Con l'etanolo di canapa si produceva inoltre un combustibile economico e molto meno inquinante del petrolio.
Tuttavia nel libro Herer confonde i produttori e i consumatori di carta, il tipo e la quantità di fibra ricavabile dalla canapa e di conseguenza i suoi utilizzi industriali.